# Nickelodeon Kids' Choice Awards 2014
A 27ª edição do Nickelodeon Kids' Choice Awards foi realizada  em 29 de março de 2014, no Galen Center em Los Angeles, California . O ator Mark Wahlberg foi o anfitrião da cerimônia.  O "Orange Carpet" foi montado em frente ao Galen Center nas calçadas da Jefferson Boulevard. O show foi transmitido na Nickelodeon das 20h até às 21:36 e foi atrasado para a Costa Oeste dos Estados Unidos e do Canadá, juntamente com o resto dos canais internacionais da Nickelodeon, alguns dos quais contribuíram com prêmios locais e segmentos locais ligados à transmissão americana. A votação estava disponível em todo o mundo em dezessete sites de votação em várias nações e regiões, juntamente com votação móvel, dependendo da região. O pré-show "Orange Carpet Awards" foi transmitido antes da apresentação dos prêmios.

## Apresentadores e artistas e acrobacias

### Anfitrião
- Mark Wahlberg[2]
- Jeff Sutphen, Sydney Park, and Ryan Newman (Orange Carpet)

### Artistas musicais
- Todrick Hall - Kids' Choice Awards medley
- Austin Mahone - "Mmm Yeah" (pre-show)
- Aloe Blacc - "Wake Me Up"/"The Man"
- American Authors - "Best Day of My Life"

### Apresentadores
| - Lea Michele - LL Cool J - Pharrell Williams - Kaley Cuoco - Michael Strahan - Chris Rock - Zahra Savannah Rock - America Ferrera - Will Arnett - Jayma Mays - Ariana Grande - Cameron Ocasio - Maree Cheatham - Zoran Korach - Kenan Thompson (via video) - Kel Mitchell - Nathan Kress - Noah Munck | - Christopher Massey - Victoria Justice - Leon Thomas III - Avan Jogia - Matt Bennett - Daniella Monet - Drake Bell - Josh Peck - Chris Evans - Kristen Bell - Ryan Seacrest (via video) - Keith Urban (via video) - Harry Connick, Jr. (via video) - Andy Samberg - Brie and Nikki Bella - John Cena - Jim Parsons - Queen Latifah (via video) |

| - The stars of Duck Dynasty - Shaun White - Cody Simpson - Austin Mahone - One Direction (via video) - Optimus Prime (voiced by Peter Cullen) (via video screen) - Nicola Peltz - Jack Reynor - David Blaine | - Debby Ryan - Tia Mowry-Hardrict - Carlos Pena Jr. - Zendaya - Jake Short - Bella Thorne - James Maslow - Peta Murgatroyd - Kendall Schmidt - Sophia Grace & Rosie |

## Vencedores e nomeados
- Os indicados foram anunciados em 24 de fevereiro de 2014.[5]
- Os vencedores são listados primeiro, em negrito. Outros candidatos estão em seguida.

### Filmes
| Filme Favorito | Ator de cinema favorito |
| --- | --- |
| - Jogos Vorazes: Em Chamas - Homem de Ferro 3 - Oz: Mágico e Poderoso - Os Smurfs 2 | - Adam Sandler – Gente Grande 2 como Lenny Feder - Johnny Depp – O Cavaleiro Solitário como Tonto - Robert Downey Jr. – Homem de Ferro 3 como Tony Stark - Neil Patrick Harris – Os Smurfs 2 como Patrick Winslow    |
| Atriz de cinema favorita | Filme de Animação Favorito |
| - Jennifer Lawrence – Jogos Vorazes: Em Chamas como Katniss Everdeen - Sandra Bullock – Gravidade como Dr. Ryan Stone - Mila Kunis – Oz: Mágico e Poderoso como Theodora - Jayma Mays – Os Smurfs 2 como Grace Winslow                             | - Frozen - Uma Aventura Congelante - Tá Chovendo Hambúrguer 2 - Meu Malvado favorito 2 - Universidade Monstros |
| Voz Favorita em Filme de Animação | Buttkicker masculino favorito |
| - Miranda Cosgrove – Meu Malvado Favorito 2 como Margo - Steve Carell – Meu Malvado Favorito 2 como Gru - Billy Crystal – Universidade Monstros como Michael "Mike" Wazowski - Katy Perry – Os Smurfs 2 como Smurfette                             | - Robert Downey Jr. – Homem de Ferro 3 como Tony Stark - Johnny Depp – O Cavaleiro Solitário como Tonto - Hugh Jackman – Wolverine: Imortal como Logan - Dwayne Johnson – G.I. Joe: Retaliação como Marvin F. Hinton |
| Buttkicker feminino favorito | |
| - Jennifer Lawrence – Jogos Vorazes: Em Chamas como Katniss Everdeen - Sandra Bullock – Gravidade como Dr. Ryan Stone - Evangeline Lilly – O Hobbit: A Desolação de Smaug como Tauriel - Jena Malone – Jogos Vorazes: Em Chamas como Johanna Mason | |

### Televisão
| Programa de TV favorito | Ator de TV favorito |
| --- | --- |
| - Sam & Cat - The Big Bang Theory - Good Luck Charlie - Jessie | - Ross Lynch – Austin & Ally como Austin Moon - Benjamin Flores Jr. – The Haunted Hathaways como Louie Preston - Jack Griffo – The Thundermans como Max Thunderman - Jake Short – A.N.T. Farm como Fletcher Quimby |
| Atriz de TV favorita | Reality Show Favoruto |
| - Ariana Grande – Sam & Cat como Cat Valentine - Jennette McCurdy – Sam & Cat como Sam Puckett - Bridgit Mendler – Good Luck Charlie como Teddy Duncan - Debby Ryan – Jessie (série de televisão) como Jessie Prescott | - Wipeout - America's Got Talent - American Idol - The Voice |
| Desenhos animados favoritos | Animal de animação favorito |
| - Bob Esponja - Adventure Time - Phineas and Ferb - Teenage Mutant Ninja Turtles | - Patrick Estrela – Bob Esponja - Perry o ornitorrinco – Phineas and Ferb - Sparky – The Fairly OddParents - Waddles – Gravity Falls                                                                               |

### Música
| Grupo musical favorito                                   | Cantor Favorito |
| -------------------------------------------------------- | --- |
| - One Direction - Big time Rush - Maroon 5 - OneRepublic | - Justin Timberlake - Bruno Mars - Pitbull - Pharrell Williams                                                            |
| Cantora Favorita                                         | Canção Favorita |
| - Selena Gomez - Lady Gaga - Katy Perry - Taylor Swift   | - "Story of My Life" – One Direction - "Blad Blood" –Taylor Swift - "Roar " – Katy Perry - " Wrecking Ball" – Miley Cyrus |

### Diversos
| App Favorito | Melhor livro                                                            |
| --- | ----------------------------------------------------------------------- |
| - Despicable Me: Minion Rush - Angry Birds Star Wars II - Candy Crush Saga - Temple Run | - Diário de um Banana - Série Harry Potter - The Hobbit - Jogos Vorazes |
| Estrela de Comédia Favorita | Videogame favorito                                                      |
| - Kevin Hart - Grudge Match como Dante Slate, Jr. - Kaley Cuoco - The Big Bang Theory cono Penny - Andy Samberg - Brooklyn Nine-Nine como Jake Peralta, Saturday Night Live como himself - Sofía Vergara - Modern Family como Gloria Delgado-Pritchett | - Just Dance 2014 - Angry Birds Star Wars - Disney Infinity - Minecraft |
| Atleta com Mais Garra | KCA Fan Army                                                            |
| - Dwight Howard - Cam Newton - David Ortiz - Richard Sherman | - Selenators - Arianators - Directioners - JT Superfans                 |
| Slime Stunt | Prêmio pelo Conjunto da Obra                                            |
| - Ultimate Slime Rodeo - High-Speed Bathtub Race - Slippery Obstacle Course | - Dan Schneider                                                         |